# 普里迪冰川
77°56′S 164°1′E / 77.933°S 164.017°E
普里迪冰川是南極洲的冰川，位於維多利亞地的斯科特海岸，處於埃瑟山西面，全長3.7公里，最終注入霍布斯冰川，現時由南極條約體系管理。